# Edgar Álvarez
Edgar Álvarez, vollständiger Name Edgar Anthony Álvarez Reyes, (* 8. Januar 1980 in Puerto Cortés) ist ein ehemaliger honduranischer Fußballspieler.

## Verein
Der 1,73 Meter große Mittelfeldakteur Álvarez begann seine Karriere bei Club Deportivo Platense. Anfang Juli 2003 wechselte er – nach Presseberichten auf Empfehlung seines Landsmanns Danilo Turcios – zum uruguayischen Verein Club Atlético Peñarol. Im August 2004 wurde er an Cagliari Calcio ausgeliehen. Für die Italiener absolvierte er bis zu seinem letzten Ligaeinsatz am 15. Mai 2005 15 Erstligaspiele und traf einmal ins gegnerische Tor. Ein Jahr später transferierte ihn der montevideanische Klub auf Leihbasis mit Kaufoption zum AS Rom. Dort kam er in der Saison 2005/06 in 20 Serie-A-Partien (kein Tor) zum Einsatz. In der Spielzeit 2006/07 stand er leihweise beim FC Messina unter Vertrag, lief in 32 Erstligaspielen auf und schoss zwei Tore. Nachdem er am 1. Spieltag der Saison 2007/08 in einer weiteren Serie-A-Begegnung für den AS Rom eingesetzt wurde, erfolgte unmittelbar darauf eine weitere Ausleihe innerhalb der Liga. Aufnehmender Klub war der AS Livorno, für den er bereits am 2. Spieltag auflief und bis zum Saisonende acht Ligaeinsätze verbuchen konnte. Mitte September 2008 schloss er sich im Rahmen eines weiteren Leihgeschäfts dem Zweitligisten AC Pisa an. Dort traf er in der Saison 2008/09 fünfmal bei 26 Zweitligaeinsätzen. Mitte 2009 wechselte er zur AS Bari. In den folgenden zwei Spielzeiten weist die Statistik saisonübergreifend 66 Ligaspiele und vier Tore für ihn aus.
Ab Ende August 2011 setzte er seine Karriere bei US Palermo fort und bestritt bei den Sizilianern seine letzten acht Serie-A-Spiele. Sodann verpflichtete ihn Ende Juli 2012 Dinamo Bukarest. Bei den Rumänen wurde er fünfmal in der ersten Mannschaft und einmal bei der zweitklassigen Zweitvertretung in der Liga aufgestellt. Spätestens seit August 2013 spielt er erneut für CD Platense. Für den honduranischen Klub absolvierte er 156 Erstligaspiele und schoss sechs Tore, bevor er 2019 seine Karriere beendete. Álvarez spielte außerdem 54 Mal für die Honduranische Fußballnationalmannschaft und erzielte dabei drei Tore. Er nahm an der Fußball-Weltmeisterschaft 2010 teil.

## Erfolge
- Uruguayischer Meister mit Peñarol Montevideo: 2003
- Italienischer Vizemeister mit dem AS Rom: 2005/06